# モイセス・カイセド
モイセス・カイセド（Moisés Caicedo, 2001年11月2日 - ）は、エクアドル・サント・ドミンゴ出身のプロサッカー選手。プレミアリーグ・チェルシー所属。エクアドル代表。ポジションはミッドフィールダー。

## 経歴

### クラブ
2014年にインデペンディエンテの下部組織に入団。2019年にトップチームに昇格。10月1日のキト戦でプロデビュー。2020年シーズンより先発に定着し、8月18日のマカラ戦てはプロ初ゴールを記録。同年シーズンはリーグ戦4ゴールを挙げるなど攻撃の中心となり、12月にはマンチェスター・ユナイテッドが、カイセドの獲得を検討していると報じられた。
2021年2月1日、ブライトンと4年半契約を締結したことが発表された。背番号は25。ブライトンでは主にチームのフィルター（刈り取り役）として活躍。2022-23シーズンは公式戦43試合出場で1ゴール1アシストを記録し、中心選手としてクラブ史上初となる欧州大会出場権獲得に大きく貢献した。
2023年8月14日、チェルシーに移籍した。背番号はレジェンドのジャンフランコ・ゾラの退団以降は非公式ながら永久欠番とされていた25番。移籍後初得点は、シーズン最終節のボーンマス戦で、ハーフウェイラインからの超ロングシュートであった。

### 代表
2020年10月に開幕した2022 FIFAワールドカップ・南米予選でエクアドル代表初招集。予選第1戦となった9日のアルゼンチン戦で代表デビュー。13日のウルグアイ戦で、代表初ゴールを決めた。
2022年11月14日、FIFAワールドカップに臨むエクアドル代表に選出された。グループステージ全3試合に先発出場し、決勝トーナメント進出が懸かったセネガル戦では同点ゴールを挙げたが、直後に再び点を奪われチームは敗退した。

## 個人成績

### クラブ
| 国内大会個人成績 | 国内大会個人成績     | 国内大会個人成績 | 国内大会個人成績 | 国内大会個人成績 | 国内大会個人成績 | 国内大会個人成績 | 国内大会個人成績 | 国内大会個人成績 | 国内大会個人成績 | 国内大会個人成績 | 国内大会個人成績 |
| 年度             | クラブ               | 背番号           | リーグ           | リーグ戦         | リーグ戦         | リーグ杯         | リーグ杯         | オープン杯       | オープン杯       | 期間通算         | 期間通算         |
| 年度             | クラブ               | 背番号           | リーグ           | 出場             | 得点             | 出場             | 得点             | 出場             | 得点             | 出場             | 得点             |
| エクアドル       | エクアドル           | エクアドル       | エクアドル       | リーグ戦         | リーグ戦         | リーグ杯         | リーグ杯         | オープン杯       | オープン杯       | 期間通算         | 期間通算         |
| ---------------- | -------------------- | ---------------- | ---------------- | ---------------- | ---------------- | ---------------- | ---------------- | ---------------- | ---------------- | ---------------- | ---------------- |
| 2019             | インデペンディエンテ | 55               | セリエA          | 3                | 0                | -                | -                | 0                | 0                | 3                | 0                |
| 2020             | インデペンディエンテ | 55               | セリエA          | 22               | 4                | -                | -                | 0                | 0                | 22               | 4                |
| イングランド     | イングランド         | イングランド     | イングランド     | リーグ戦         | リーグ戦         | FLカップ         | FLカップ         | FAカップ         | FAカップ         | 期間通算         | 期間通算         |
| 2020-21          | ブライトン           | 25               | プレミアリーグ   | 0                | 0                | 0                | 0                | 0                | 0                | 0                | 0                |
| 2021-22          | ブライトン           | 25               | プレミアリーグ   | 8                | 1                | 1                | 0                | 1                | 0                | 10               | 1                |
| ベルギー         | ベルギー             | ベルギー         | ベルギー         | リーグ戦         | リーグ戦         | リーグ杯         | リーグ杯         | ベルギー杯       | ベルギー杯       | 期間通算         | 期間通算         |
| 2021-22          | ベールスホット       | 6                | ファーストA      | 12               | 1                | -                | -                | 2                | 1                | 14               | 2                |
| イングランド     | イングランド         | イングランド     | イングランド     | リーグ戦         | リーグ戦         | FLカップ         | FLカップ         | FAカップ         | FAカップ         | 期間通算         | 期間通算         |
| 2022-23          | ブライトン           | 25               | プレミアリーグ   | 37               | 1                | 2                | 0                | 4                | 0                | 43               | 1                |
| 2023-24          | チェルシー           | 25               | プレミアリーグ   | 35               | 1                | 7                | 0                | 6                | 0                | 48               | 1                |
| 2024-25          | チェルシー           | 25               | プレミアリーグ   | 38               | 1                | 0                | 0                | 1                | 0                | 39               | 1                |
| 通算             | エクアドル           | エクアドル       | セリエA          | 25               | 4                | -                | -                | -                | -                | 25               | 4                |
| 通算             | イングランド         | イングランド     | プレミアリーグ   | 118              | 4                | 10               | 0                | 12               | 0                | 140              | 4                |
| 通算             | ベルギー             | ベルギー         | ファーストA      | 12               | 1                | -                | -                | 2                | 1                | 14               | 2                |
| 総通算           | 総通算               | 総通算           | 総通算           | 155              | 9                | 10               | 0                | 14               | 1                | 179              | 10               |

### 代表
| エクアドル代表 | 国際Aマッチ | 国際Aマッチ |
| 年             | 出場        | 得点        |
| -------------- | ----------- | ----------- |
| 2020           | 4           | 1           |
| 2021           | 13          | 1           |
| 2022           | 11          | 1           |
| 2023           | 9           | 0           |
| 2024           | 13          | 0           |
| 2025           | 3           | 0           |
| 通算           | 54          | 3           |

#### 得点
| # | 開催日         | 開催地                                                     | 対戦国     | スコア | 結果 | 大会                          |
| - | -------------- | ---------------------------------------------------------- | ---------- | ------ | ---- | ----------------------------- |
| 1 | 2020年10月13日 | キト、エスタディオ・ロドリゴ・パス・デルガド               | ウルグアイ | 1-0    | 2-0  | 2022 FIFAワールドカップ・予選 |
| 2 | 2021年11月16日 | サンティアゴ、エスタディオ・サン・カルロス・デ・アポキンド | チリ       | 0-2    | 0-2  | 2022 FIFAワールドカップ・予選 |
| 3 | 2022年11月29日 | ライヤーン、ハリーファ国際スタジアム                       | セネガル   | 1-1    | 1-2  | 2022 FIFAワールドカップ       |

## タイトル

### クラブ
チェルシー
- UEFAカンファレンスリーグ（2024-25）[10]

### 個人
- ブライトン シーズン最優秀選手（2022-23）
- チェルシー シーズン最優秀選手（2024-25）[11]